# Булякбашево
Булякба́шево (рос. Булякбашево, башк. Бүләкбаш) — присілок у складі Чишминського району Башкортостану, Росія. Входить до складу Дурасовської сільської ради.
Населення — 161 особа (2010; 182 у 2002).
Національний склад:
- татари — 86 %